# Hans van Eijck
Hans van Eijck (Den Haag, 7 mei 1946) is een Nederlands muzikant, componist en producer.

## Loopbaan
Na het conservatorium vertrok Van Eijck naar Duitsland en speelde hij in een aantal bandjes. Enkele jaren later keerde hij weer terug naar Nederland om in de band The Jumping Pop-In gitaar te spelen. Vanaf 1966 speelde Van Eijck piano in de popgroep Tee Set en kortstondig in After Tea, een afsplitsing daarvan. Na de hereniging met Tee Set schreef hij Ma belle amie, waarmee de band een internationale hit had. Hierna zou Van Eijck nog verscheidene nummers voor de band schrijven en componeren, waaronder She likes weeds, dat een nummer 1-hit werd, en Linda Linda. 3FM  omschrijft hem als het "muzikale genie" van Tee Set.
Na het verlaten van Tee Set volgde Van Eijck een opleiding muziekdocent aan het conservatorium van Rotterdam, waarbij hij tevens als dj werkte. Aansluitend gaf hij een aantal jaren les. Halverwege de jaren tachtig keerde hij in de uitvoerende muziek terug, dit maal in de rol van componist en/of producer. Aanvankelijk deed hij dit onder het pseudoniem Eric Elston, maar allengs weer onder de eigen naam.

### Televisie
In de jaren tachtig werd Van Eijck gevraagd om zitting te nemen in de jury van de Soundmixshow, naast onder meer Jacques d'Ancona en hij bleef dit uiteindelijk 15 jaar doen. Via de Soundmixshow raakte hij betrokken bij onder anderen Georgie Davis, die via het programma bekendheid verwierf en Helmut Lotti voor wie Van Eijck verscheidene hits schreef en produceerde. Ook begon hij met het schrijven en componeren van muziek voor reclames en tv-series. Eind jaren tachtig werd Van Eijck gevraagd door Endemol om huiscomponist te worden. Voor dit bedrijf schreef hij de herkenbare beginmuziek voor tal van RTL-programma's, waaronder RTL Nieuws, Eigen Huis & Tuin en Koffietijd. In 1991 componeerde Van Eijck het nummer Goede tijden, slechte tijden in samenwerking met Bert van der Veer hetgeen als titelsong dient voor de gelijknamige RTL 4-soap Goede tijden, slechte tijden.
Daarnaast was Van Eijck als componist, tekstdichter en/of producer betrokken bij de hits Que Si, Que No van Jody Bernal, Engelen bestaan niet van Ron Brandsteder en Met z'n allen van Henny Huisman.

### Erkenning
In 1992 kreeg Van Eijck de Gouden Harp voor zijn gehele oeuvre.

## Werken (selectie)
Van Eijck maakte muziek voor onder andere:
- Goede tijden, slechte tijden[4], het nummer Goede tijden, slechte tijden
- Koffietijd
- RTL Nieuws
- Soundmixshow[4]
- Surpriseshow
- Mini-playbackshow[4]
- Spijkerhoek
- Wie ben ik?
- Vrienden voor het leven[4]
- Eigen Huis & Tuin
- Bureau Kruislaan
- Het Zonnetje in Huis
- Vrouwenvleugel
- Het spijt me
- Onderweg naar Morgen
- Eén tegen 100
- Tien om te zien
- Ron's Honeymoonquiz
- Liefde op het eerste gezicht
- Zonder Ernst

## Privé
Hans van Eijck is een neef van Derek de Lint.